# 顏光敏
顏光敏（1640年—1686年），字遜甫、修來，號樂圃、山東曲阜縣（今山東省曲阜市）人，清朝政治人物。

## 生平
康熙二年举鄉試，六年（1667年），登丁未科進士，授國史院中書舍人。同年授禮儀制司部主事，次年擔任會試同考官，出监督龙江关税。回京后调吏部稽勋清吏司主事。奔父丧归。服除，补验封清吏司主事，加一级，歷官本司员外郎、吏部驗封司郎中、吏部考功司郎中，充《一统志》纂修官。存有《樂圃集》、《舊雨堂集》。康熙二十五年卒于官，享年四十七岁。

## 家族
顔回六十七世孫，祖父顏胤紹，崇祯四年进士，历官河间知府，十五年清兵攻河间，城破，自焚死。父顏伯璟自河间千里负骨归，终生不仕清。母朱氏，明宗室女，清兵破兖州，被刃，经救四日复苏。时光敏三岁，乳母孙氏背负出城，十二昼夜始达曲阜龙湾故里。
子顏肇雍。